# Guntur
Guntur là một thành phố và là nơi đặt hội đồng thành phố (municipal corporation) của huyện Guntur thuộc bang Andhra Pradesh, Ấn Độ.

## Địa lý
Guntur có vị trí 16°18′B 80°27′Đ / 16,3°B 80,45°Đ Nó có độ cao trung bình là 33 mét (108 feet).

## Nhân khẩu
Theo điều tra dân số năm 2001 của Ấn Độ, Guntur có dân số 514.707 người. Phái nam chiếm 50% tổng số dân và phái nữ chiếm 50%. Guntur có tỷ lệ 68% biết đọc biết viết, cao hơn tỷ lệ trung bình toàn quốc là 59,5%: tỷ lệ cho phái nam là 74%, và tỷ lệ cho phái nữ là 62%. Tại Guntur, 11% dân số nhỏ hơn 6 tuổi.